# 杭全
杭全（くまた）は、大阪府大阪市東住吉区の町名。東住吉区を構成する19町のうちの1町である。現行行政地名は杭全一丁目から杭全八丁目。

## 地理
- 杭全は東住吉区の最北部に位置する。

北部は生野区、北東部は東住吉区今林東部、東部は平野区、南部は東住吉区今川、西部は同区桑津、西今川と隣接する。
北部には、平野川分水路が流れ、生野区との境界線となっている。又西部には、今川が流れ、桑津、西今川との境界線になっている。
なお杭全神社があるのは隣の平野区である。

### 街構造
街並は、国道25号、大阪市道森小路大和川線（通称 今里筋）によって大きく3つに分かれる。
国道25号より北に位置する準工業地域の北地区、今里筋の西に位置する西地区、新興住宅地域の東地区に分かれる。
北地区 杭全一丁目
西地区 杭全二 - 五丁目
東地区 杭全六 - 八丁目

### 地域概要
- 用地地域[5]

| 地区                                               | 区域区分   | 用途地域      | 容積率 | 建ぺい率 |
| -------------------------------------------------- | ---------- | ------------- | ------ | -------- |
| 杭全1 - 2丁目、6丁目一部                           | 市街化区域 | 準工業地域    | 300%   | 80%      |
| 杭全3 - 4丁目、6丁目一部（源光寺～ロータリー付近） | 市街化区域 | 準住居地域    | 300%   | 80%      |
| 杭全3 - 8丁目                                      | 市街化区域 | 第1種住居地域 | 200%   | 80%      |

- 防火・準防火地域は、杭全1～8丁目まで全て「準防火地域」である。また杭全5丁目1号のみ生産緑地地区の指定である。
- 地価

杭全1丁目13-12（準工業地）- 22.2万円（※国土交通省 平成16年9月21日発表）

## 世帯数と人口
2024年（令和6年）9月30日現在の世帯数と人口は以下の通りである。
| 丁目       | 世帯数    | 人口    |
| ---------- | --------- | ------- |
| 杭全一丁目 | 993世帯   | 1,696人 |
| 杭全二丁目 | 788世帯   | 1,394人 |
| 杭全三丁目 | 293世帯   | 536人   |
| 杭全四丁目 | 544世帯   | 1,142人 |
| 杭全五丁目 | 632世帯   | 1,213人 |
| 杭全六丁目 | 455世帯   | 813人   |
| 杭全七丁目 | 713世帯   | 1,375人 |
| 杭全八丁目 | 588世帯   | 1,198人 |
| 計         | 5,006世帯 | 9,367人 |

### 人口の変遷
国勢調査による人口の推移。
| 1995年（平成7年）  | 8,247人 | [ 6 ]  |  |
| 2000年（平成12年） | 8,569人 | [ 7 ]  |  |
| 2005年（平成17年） | 8,781人 | [ 8 ]  |  |
| 2010年（平成22年） | 8,781人 | [ 9 ]  |  |
| 2015年（平成27年） | 8,551人 | [ 10 ] |  |
| 2020年（令和2年）  | 9,071人 | [ 11 ] |  |

### 世帯数の変遷
国勢調査による世帯数の推移。
| 1995年（平成7年）  | 3,226世帯 | [ 6 ]  |  |
| 2000年（平成12年） | 3,457世帯 | [ 7 ]  |  |
| 2005年（平成17年） | 3,734世帯 | [ 8 ]  |  |
| 2010年（平成22年） | 3,964世帯 | [ 9 ]  |  |
| 2015年（平成27年） | 3,802世帯 | [ 10 ] |  |
| 2020年（令和2年）  | 4,348世帯 | [ 11 ] |  |

### 平成17年国勢調査
- 人口 8,784人[12]
- 世帯数 4,070世帯

| 町名      | 人口    | 男性    | 女性    | 世帯数    |
| --------- | ------- | ------- | ------- | --------- |
| 杭全1丁目 | 1,305名 | 628名   | 677名   | 684世帯   |
| 杭全2丁目 | 1,216名 | 604名   | 614名   | 570世帯   |
| 杭全3丁目 | 658名   | 298名   | 360名   | 290世帯   |
| 杭全4丁目 | 1,175名 | 563名   | 612名   | 496世帯   |
| 杭全5丁目 | 1,121名 | 531名   | 590名   | 556世帯   |
| 杭全6丁目 | 754名   | 362名   | 392名   | 385世帯   |
| 杭全7丁目 | 1,331名 | 657名   | 674名   | 568世帯   |
| 杭全8丁目 | 1,224名 | 572名   | 652名   | 521世帯   |
| 合計      | 8,784名 | 4,215名 | 4,569名 | 4,070世帯 |

（※平成17年国勢調査 町丁目別資料）

- 東住吉区19町の中で、人口数は第4位、世帯数は第5位である。
- 年代別比率

| 00 - 14歳 | 1,174人 | 13.3% |
| 15 - 64歳 | 5,844人 | 66.5% |
| 65 - 79歳 | 1,354人 | 15.4% |
| 80歳以上  | 412人   | 4.6%  |
（※65歳以上が占める割合は、全体の20%、5人に1人の割合である）

## 歴史
- 古代

平安時代初期（西暦800年頃）坂上広野が蝦夷との戦いで武功を立て、朝廷から杭全荘を賜ったという伝承がある（平安時代初期にはまだ荘園というものはないので、あくまで伝承である）。
- 中世

源義長を祖とする石川源氏系の杭全氏が杭全荘の開拓を行ったが、15世紀頃から坂上行松を祖とする平野氏と、後に「平野七名家」と呼ばれることになる平野氏の庶流が荘園の自治に携わった。平野七名家とは、末吉氏、土橋家、辻花氏、成安氏、西村氏、三上氏、井上氏の7軒である。同時期から平野荘と呼ばれ始める。
戦国時代には、織田信長の脅威に対し、荘園、町周辺に環濠を建設、防御を備えたが、織田信長に屈服した。その後、豊臣秀吉が天下統一を果たすと、有力商人は大坂・天王寺村へ移住させられ、環濠は埋められた。これが大坂の陣で徳川方に付く遠因となったとも言われる。ただし、平野郷そのものは秀吉から妻の高台院に与えられ、彼女が死去するまでその所領となった。
大坂の陣では、平野庄に徳川家康の陣が設けられ、末吉氏は平野荘の代官に任命される。大坂の陣後は倒壊した町の再整備を行った。この頃から平野郷と呼ばれるようになる。
※杭全荘、平野荘、平野郷は同じ地域の名称であることから、時代によって変遷があった、また併称されたとも言われる。
- 近世

平野郷は、七町で構成される「平野本郷」と今在家、新在家、今林、中野の四村で構成される「平野散郷」で構成されるようになる。
現在の杭全は、平野散郷の新在家村が源流である。平野散郷ができた理由は、新田開発による枝郷の形成結果であると言われている。
- 近代・現代

| 西暦   | 元号     | 月日     | 出来事 |
| ------ | -------- | -------- | --- |
| 1875年 | 明治8年  | 5月      | 摂津国住吉郡新在家村に、第三中学区住吉郡第一区第八番小学校（現：大阪市立育和小学校）開校。 |
| 1879年 | 明治12年 | 2月22日  | 郡区町村編制法の制定により、大阪府住吉郡新在家村となる。 |
| 1889年 | 明治22年 | 4月1日   | 大阪府住吉郡の今在家村、新在家村、今林村、桑津村が合併し、北百済村となる。 新在家村は、北百済村大字新在家となる。 |
| 1896年 | 明治29年 | 4月1日   | 住吉郡の廃止、東成郡への併合により、東成郡北百済村になる。 |
| 1909年 | 明治42年 | 4月1日   | 日本国有鉄道関西本線百済駅が開業する（現在の東部市場前駅とほぼ同位置にあった）。 |
| 1925年 | 大正14年 | 4月1日   | 大阪市第2次市域拡張にて大阪府東成郡と田辺町が大阪市に編入し、大阪市住吉区となる。 編入に伴い、杭全町への改称嘆願がされ、大阪府東成郡北百済村大字新在家は、大阪市住吉区杭全町と改称される。 杭全という地名が誕生する。                                                                               |
| 1943年 | 昭和18年 | 4月1日   | 東住吉区が住吉区から分区し、大阪市東住吉区杭全町となる（1978年廃止、今林1 - 4丁目・杭全1 - 8丁目・今川1 - 8丁目となる）。 |
| 1960年 | 昭和35年 | 7月      | 杭全交差点に信号機が設置され、ロータリーが廃止になる。 |
| 1962年 | 昭和37年 | 7月10日  | 大阪市営トロリーバス3号線 田島町四丁目－杭全町間が開業。 |
| 1963年 | 昭和38年 | 9月10日  | 1945年（昭和20年）頃から休止状態だった国鉄関西本線百済駅が正式廃止になる。 |
| 1968年 | 昭和43年 |          | 杭全交差点に歩道橋が設置される。 |
|        |          |          | 国鉄関西本線天王寺駅 - 平野駅間の高架工事が完了する。「杭全開かずの踏切」がなくなる。 |
| 1970年 | 昭和45年 | 6月15日  | 大阪市営トロリーバス3号線が廃止になる。 |
| 1971年 | 昭和46年 | 6月19日  | 大阪市立育和小学校で校舎火災が発生。火災により6教室を焼失。 |
| 1978年 | 昭和53年 | 7月1日   | 住居表示が実施され、大阪市東住吉区平野大通と杭全町・今川町・平野西之町・矢田外沼町・平野区平野馬場町と平野西脇町の各一部より、東住吉区杭全1 - 8丁目成立。旧平野区平野馬場町と平野西脇町は1974年の分区によって一旦平野区になるも後年に古巣の東住吉区へ回帰した地域。こういうケースは極めて稀である。 |
| 1982年 | 昭和57年 | 1月24日  | 育和社会福祉会館が開館する。 |
|        |          | 8月3日   | 台風10号の集中豪雨により育和地区を中心に床上浸水720戸、床下浸水5800戸の被害生じる。（育和水害） |
| 1989年 | 平成元年 | 11月11日 | JR西日本関西本線（大和路線）東部市場前駅が開業する。 |

- 杭全の由来

今川の氾濫を防ぐため、杭を打ち、全て打ち終わったことに由来し、杭全になったと言われる。（他諸説あり）

## 学区
市立小・中学校に通う場合、学区は以下の通りとなる。なお、小学校・中学校入学時に学校選択制度を導入しており、通学区域以外に東住吉区の小学校・中学校から選択することも可能。
| 町名       | 番   | 小学校             | 中学校             |
| ---------- | ---- | ------------------ | ------------------ |
| 杭全一丁目 | 全域 | 大阪市立育和小学校 | 大阪市立白鷺中学校 |
| 杭全二丁目 | 全域 | 大阪市立育和小学校 | 大阪市立白鷺中学校 |
| 杭全三丁目 | 全域 | 大阪市立育和小学校 | 大阪市立白鷺中学校 |
| 杭全四丁目 | 全域 | 大阪市立育和小学校 | 大阪市立白鷺中学校 |
| 杭全五丁目 | 全域 | 大阪市立育和小学校 | 大阪市立白鷺中学校 |
| 杭全六丁目 | 全域 | 大阪市立育和小学校 | 大阪市立白鷺中学校 |
| 杭全七丁目 | 全域 | 大阪市立育和小学校 | 大阪市立白鷺中学校 |
| 杭全八丁目 | 全域 | 大阪市立育和小学校 | 大阪市立白鷺中学校 |

## 警察・消防
- 東住吉警察署杭全交番
- 大阪市東住吉消防署杭全出張所

## 公共・財団

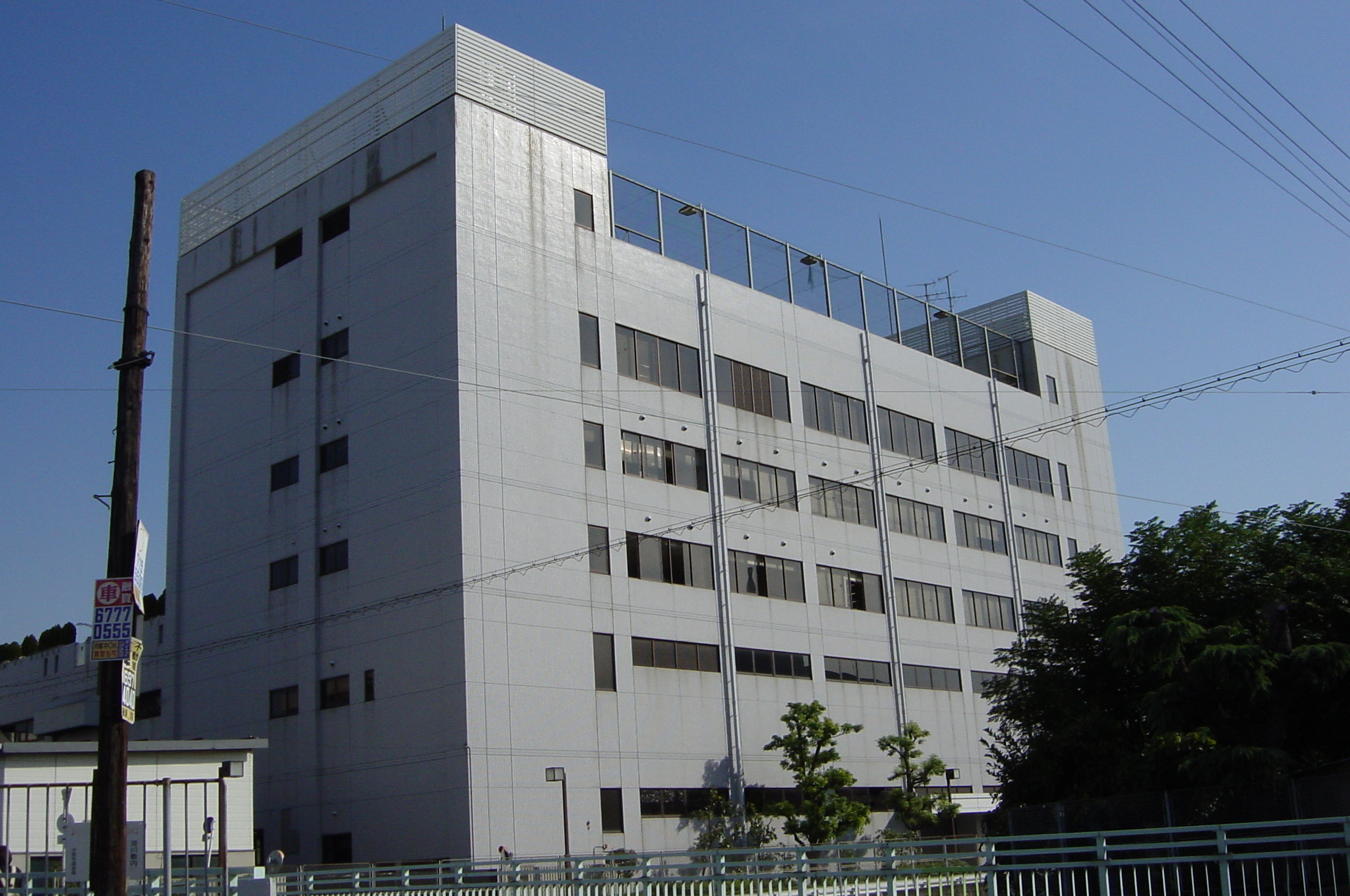
大阪市中部環境事業センター
（杭全1丁目）

- 大阪市中部環境事業センター
- 大阪市土木部技術試験所今川水門
- 公益財団法人大遊協国際交流・援助・研究協会
- 一般社団法人大阪府配合飼料価格安定基金協会
- 大阪府アイスホッケー協会
- 大阪市アイスホッケー協会

## 産業
| 卸売･小売業        | 30.4% |  |
| 製造業             | 20.0% |  |
| サービス業、その他 | 14.4% |  |
| 医療・福祉         | 13.3% |  |
| 飲食店・宿泊業     | 6.7%  |  |
| 建設業             | 5.7%  |  |
| 運輸業             | 4.1%  |  |
| 不動産業           | 2.6%  |  |
| 教育・学習支援業   | 2.2%  |  |
| 複合サービス事業   | 0.3%  |  |
| 金融･保険業        | 0.2%  |  |
| 情報通信業         | 0.1%  |  |

本社を置く企業
- 株式会社ティーディーエス
- ニシウチ株式会社
- 浅井硝子株式会社
- 三河屋製菓株式会社
- 株式会社ジェーシージー
- 株式会社ロワール
- 株式会社グロウ

主な企業
- 関西電力百済変電所
- 日本交通東住吉営業所
- 太陽生命保険大阪東支社

商業施設
- ライフ 杭全店
- ドラッグストアマルゼン 杭全店（株式会社ライフォート）
- 西松屋 杭全店
- ダイエー東部市場前店・イオンフードスタイル

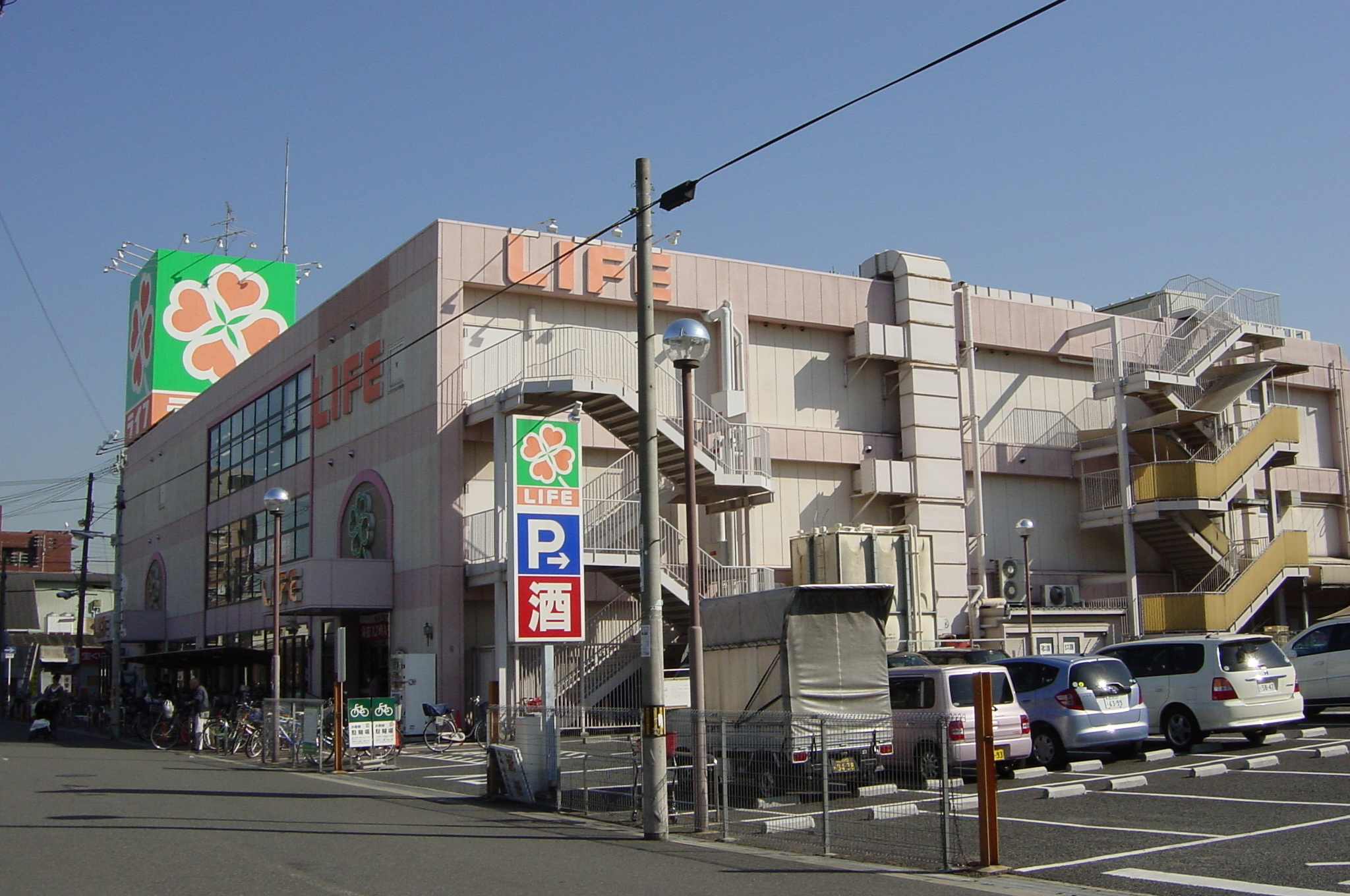
ライフ 杭全店（杭全5丁目）
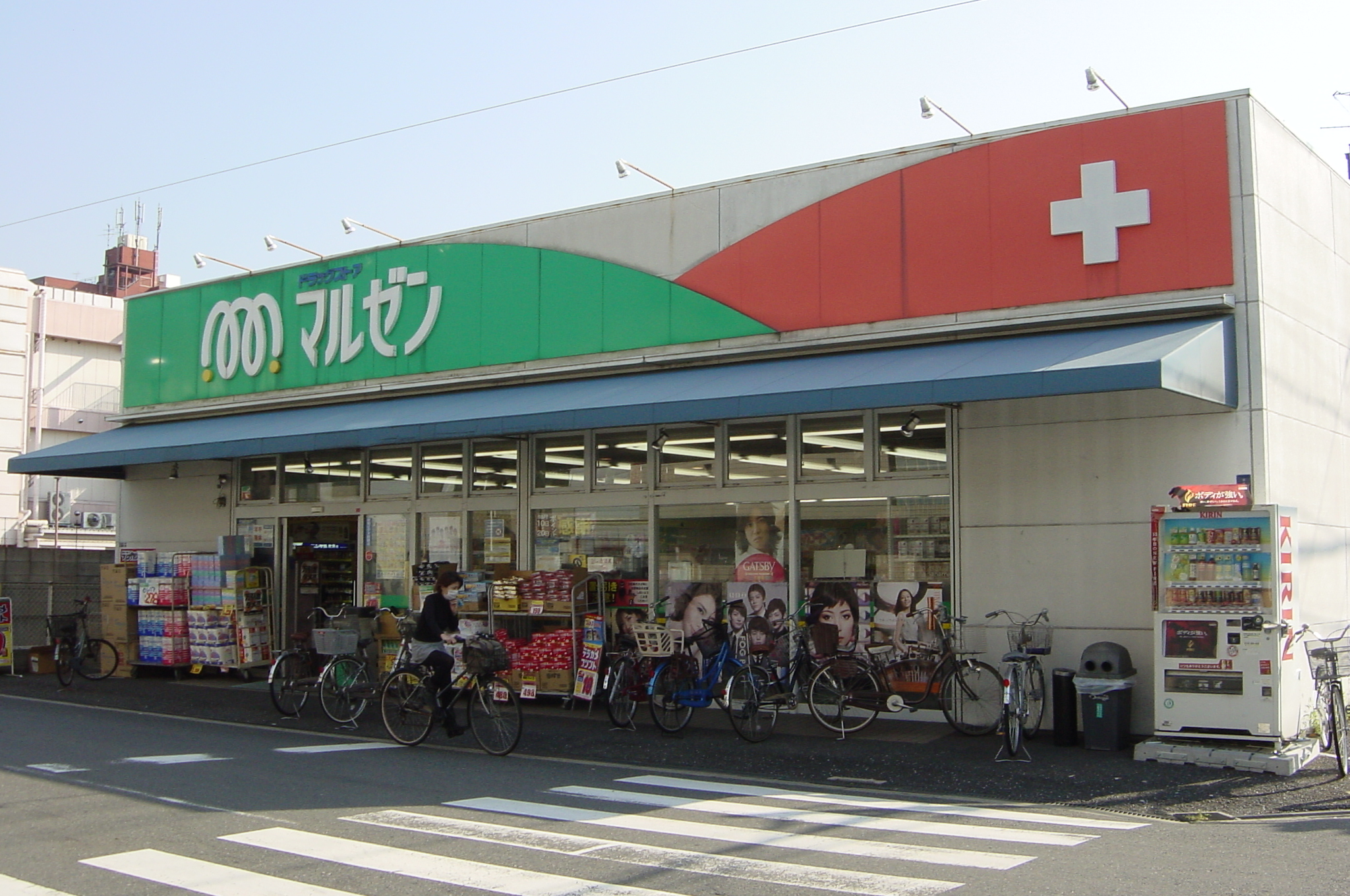
マルゼン 杭全店（杭全5丁目）
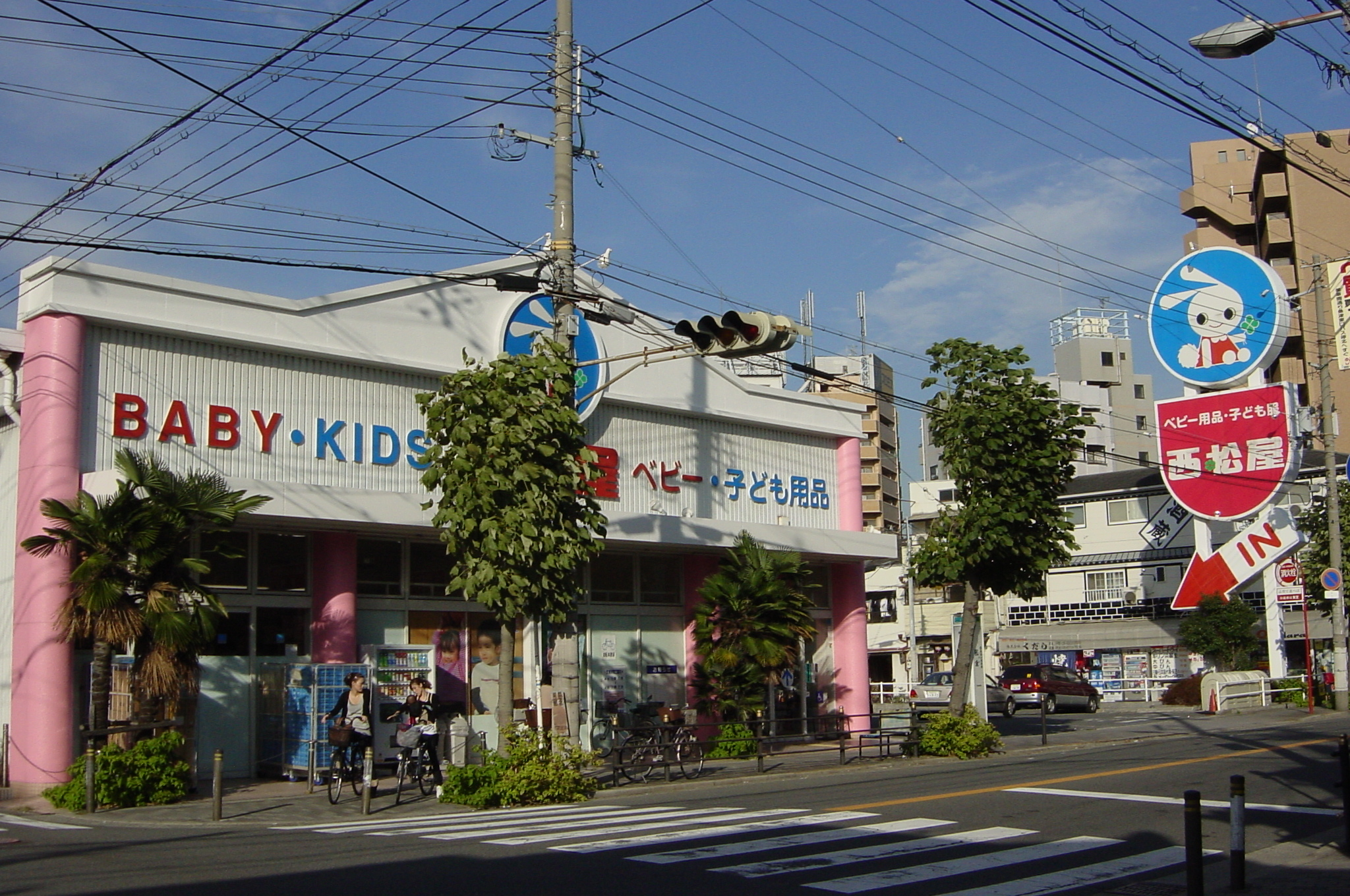
西松屋 杭全店（杭全3丁目）

### 事業所
2021年（令和3年）現在の経済センサス調査による事業所数と従業員数は以下の通りである。
| 丁目       | 事業所数  | 従業員数 |
| ---------- | --------- | -------- |
| 杭全一丁目 | 82事業所  | 1,188人  |
| 杭全二丁目 | 53事業所  | 547人    |
| 杭全三丁目 | 51事業所  | 251人    |
| 杭全四丁目 | 44事業所  | 256人    |
| 杭全五丁目 | 73事業所  | 648人    |
| 杭全六丁目 | 45事業所  | 227人    |
| 杭全七丁目 | 55事業所  | 667人    |
| 杭全八丁目 | 55事業所  | 283人    |
| 計         | 458事業所 | 4,067人  |

## 教育
小学校
- 大阪市立育和小学校

幼稚園
- 社会福祉法人育和白鷺学園
- 学校法人すみれ学園第二すみれ幼稚園

## 施設

育和公園（杭全6丁目）

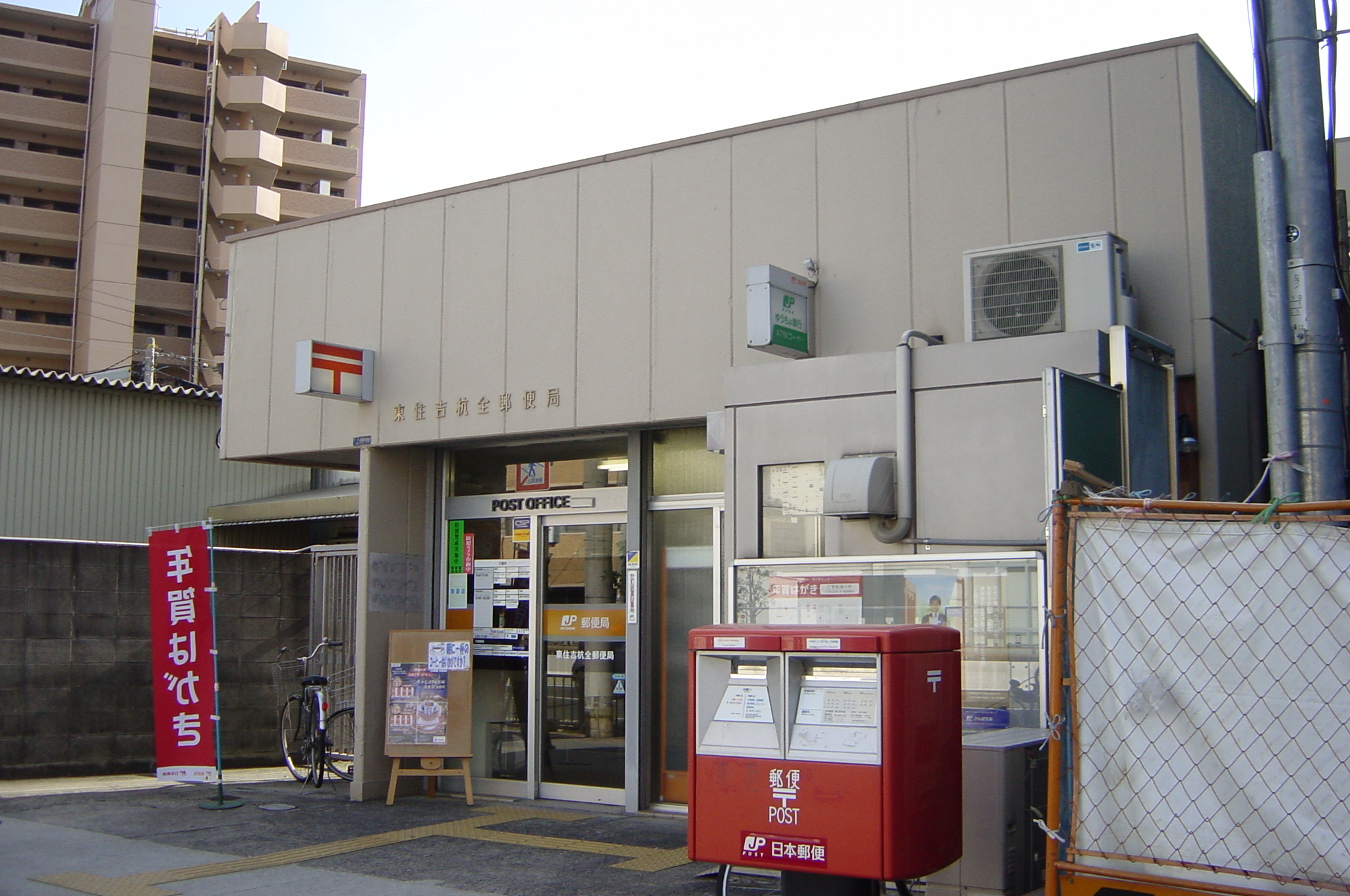
東住吉杭全郵便局 （杭全2丁目）
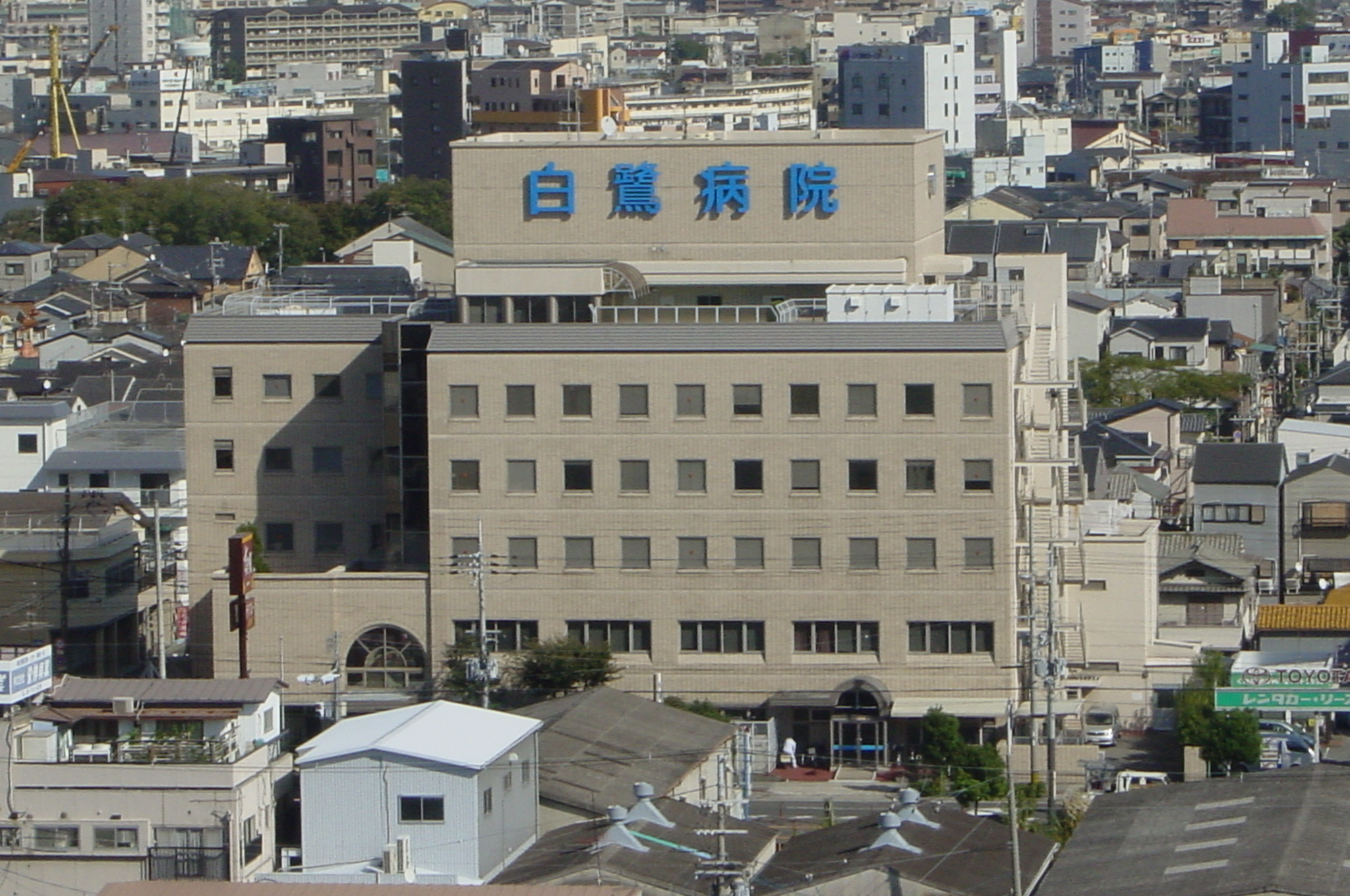
白鷺病院（杭全7丁目）
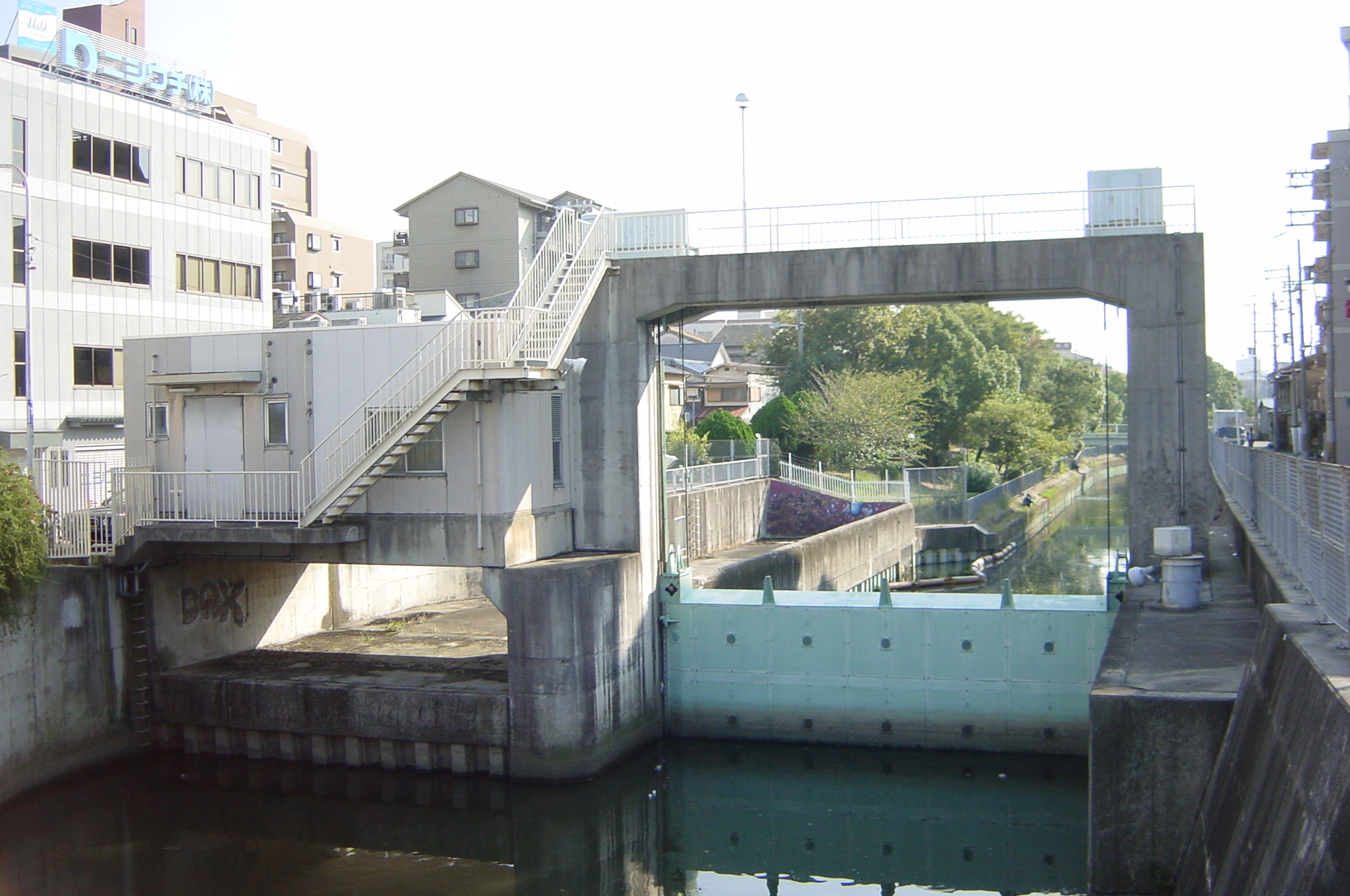
今川水門（杭全2丁目）

公園・児童遊園
- 育和公園
- 杭全西公園
- 杭一児童遊園

- 育和児童遊園
- 新和会児童遊園
- 今川緑道[18]

文化・交流施設
- 杭全会館
- 育和社会福祉会館
- 親和会館

郵便局
- 東住吉杭全郵便局

医療機関
- 特別・特定医療法人仁真会白鷺病院
- 医療法人青洲会診療所

その他
- 大阪市営杭全霊園
- 今川水門

- 東住吉杭全郵便局
（杭全2丁目）
- 白鷺病院（杭全7丁目）
- 今川水門（杭全2丁目）

## 祭事・催事

今川緑道の桜（杭全4丁目付近）

祭事・催事
- 桜の花見

時期：毎年3月下旬～4月上旬
場所：今川緑道（杭全2～5丁目最西端）
- 育和地車夏祭り

時期：毎年7月上旬
場所：杭全町、今川町
- 育和盆踊り大会

時期：毎年8月
場所：大阪市立育和小学校
主催：育和社会福祉協議会、育和連合町会

## 寺社
- 源光寺
- 杭全法界地蔵

寛政4年1792年建立され、非常に大きく、半跏座（片足が垂下）の珍しい地蔵菩薩である。法界とは大宇宙を含む広い範囲で、一切の願いごとを叶えてくれる格の高い地蔵であることを表している。建立時の祭具には、新在家前地蔵と刻まれている。新在家は杭全の旧地名である。
- 光玉地蔵尊

今川緑道の杭全2丁目(杭全1号橋付近)にある地蔵菩薩である。

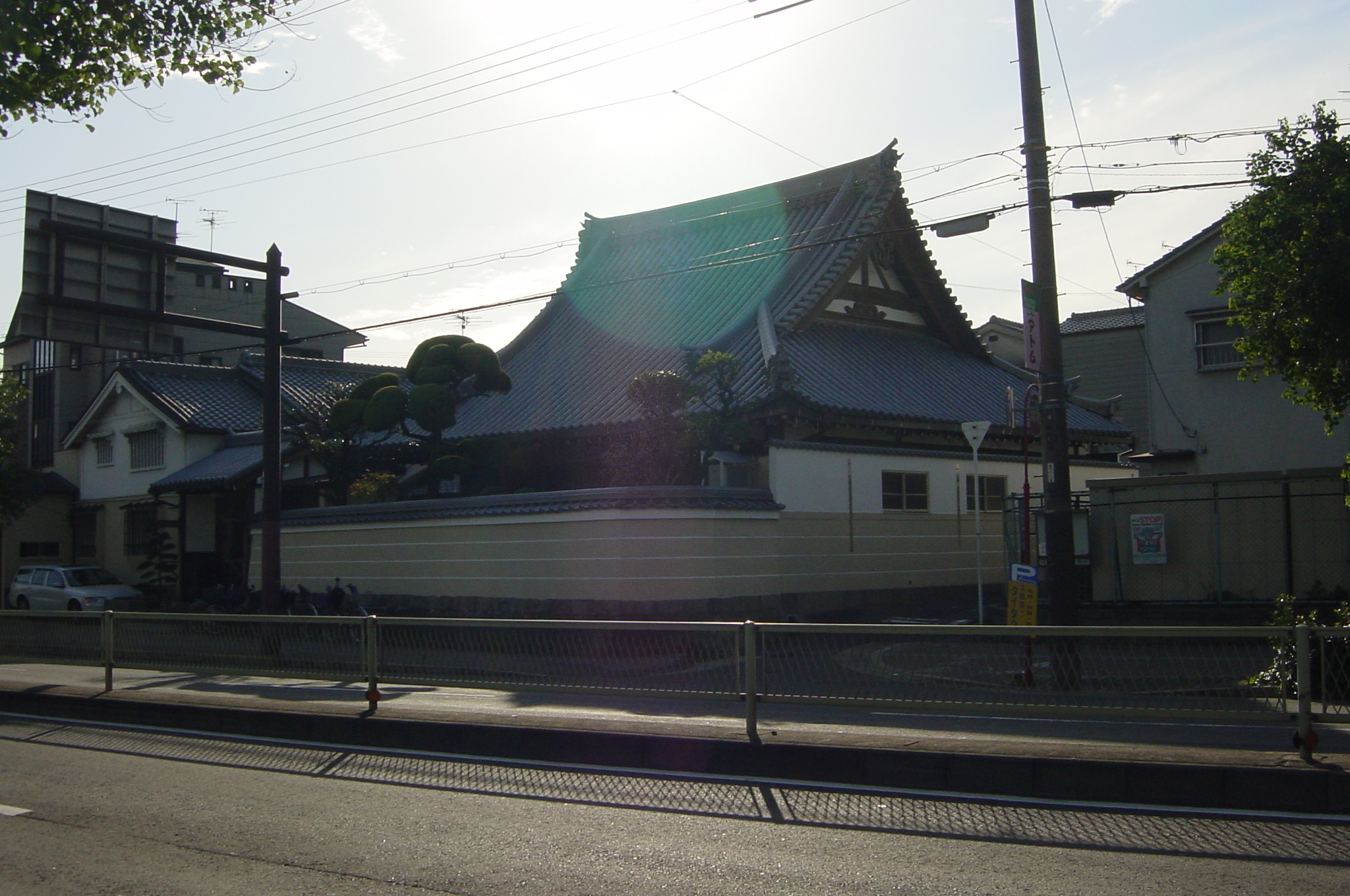
源光寺（杭全3丁目）
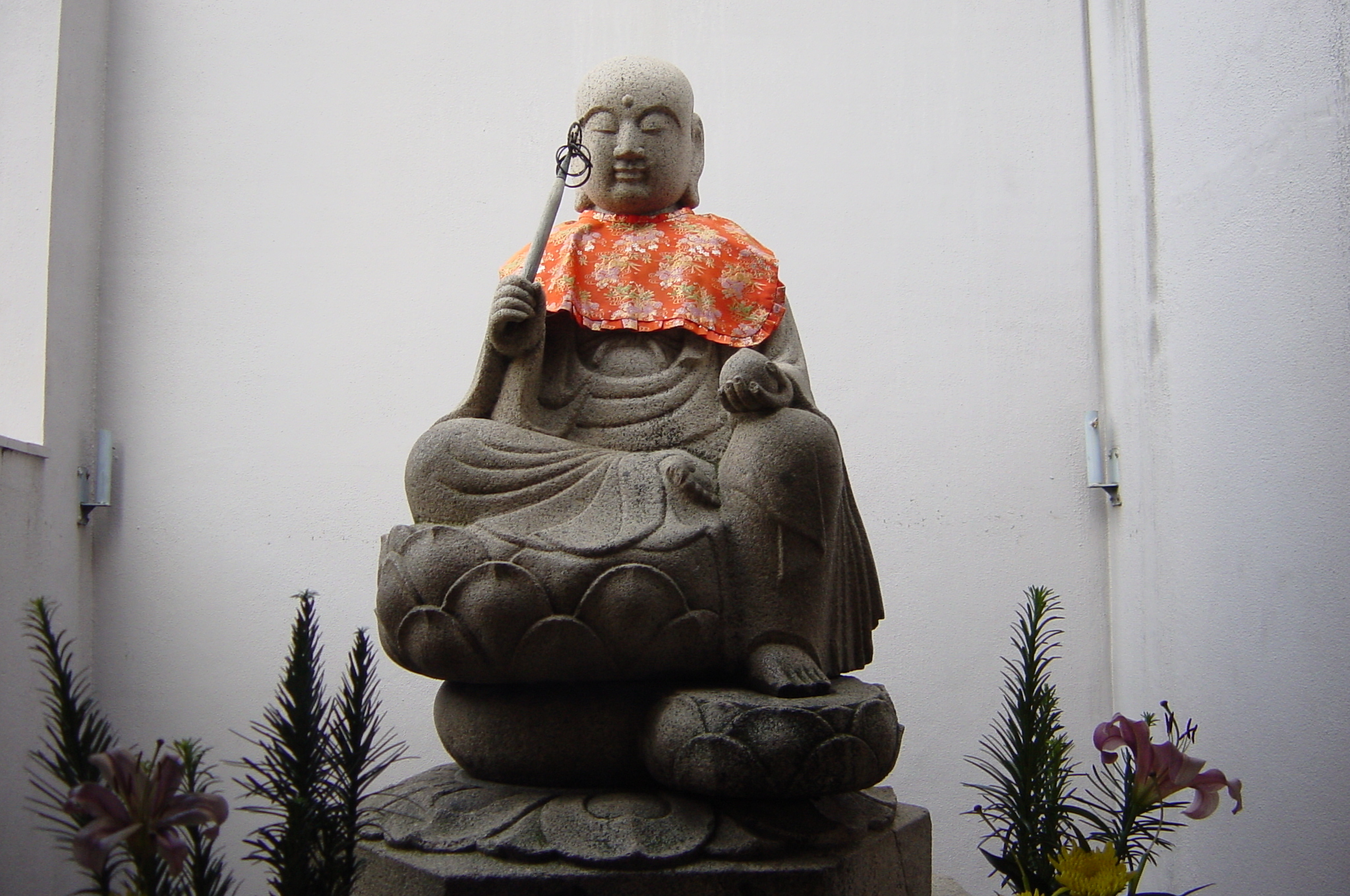
杭全法界地蔵（杭全6丁目）
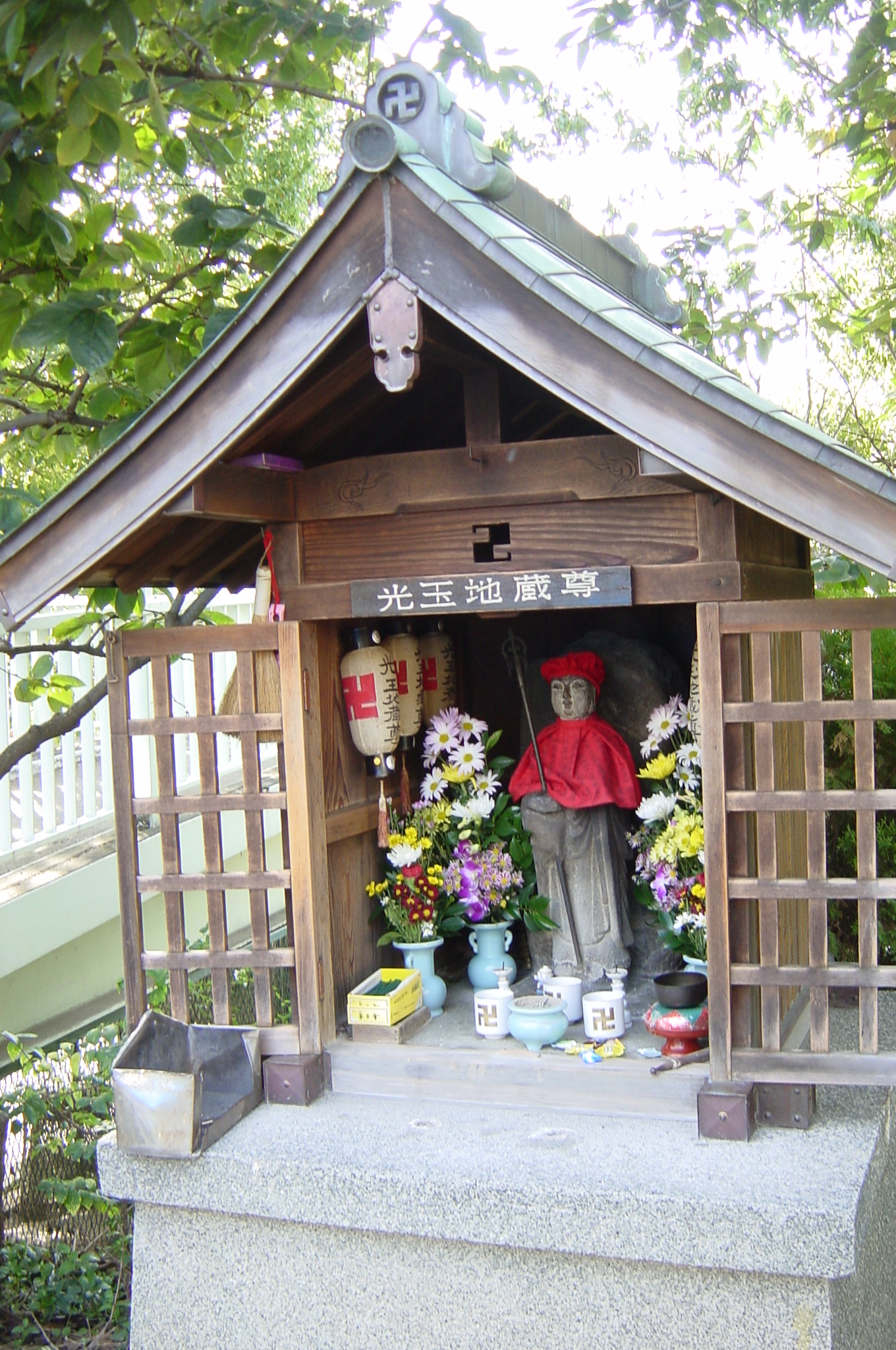
光玉地蔵尊（杭全2丁目）

## 公共交通機関

### 鉄道路線
- JR西日本大和路線

天王寺駅 - 東部市場前駅 - 平野駅

### バス
（太字は杭全町内にあるバス停）
大阪シティバス
- 1号系統：あべの橋 - 杭全 - 育和公園前 - JR平野駅筋 - 平野宮町二丁目 - 出戸バスターミナル
- 5号系統：あべの橋 - 杭全 - 育和小学校前 - 中野中学校前 - 平野区役所前 - 地下鉄喜連瓜破 - 三宅中
- 6号系統：あべの橋 - 美章園 - 杭全 - 育和小学校前 - 中野中学校前 - 住道矢田
- 30号系統：あべの橋 - 南河堀町（往路）／大道2丁目（復路） - 寺田町 - 杭全 - 地下鉄南巽 - JR平野駅 - 地下鉄平野 - 平野区役所前
- 35号系統：守口車庫前 - 高殿 - 地下鉄蒲生四丁目 - 地下鉄緑橋 - 地下鉄今里 - 大池橋 - 杭全
- 35A号系統：地下鉄今里 - 猪飼野橋 - 大池橋 - 今林東部市場前 - 杭全
- 73号系統：なんば - 上本町六丁目 - 桃谷駅前 - 生野区役所 - 杭全 - 育和小学校前 - 中野中学校前 - 地下鉄平野 - 出戸バスターミナル
- 85号系統：杭全 - 大池橋 - 地下鉄今里 - 玉造 - 心斎橋 - なんば

大阪市高速電気軌道
- いまざとライナー
  - BRT1（長居ルート）：地下鉄今里経由 神路公園 行／JR長居駅前 行
  - BRT2（あべの橋ルート）：地下鉄今里経由 神路公園 行／あべの橋 行

過去には近鉄バスが、あべの橋から美章園・杭全（杭全交差点以東は国道25号経由）を経て八尾市・柏原市方面へ路線バスを運行していた。

## 杭全交差点

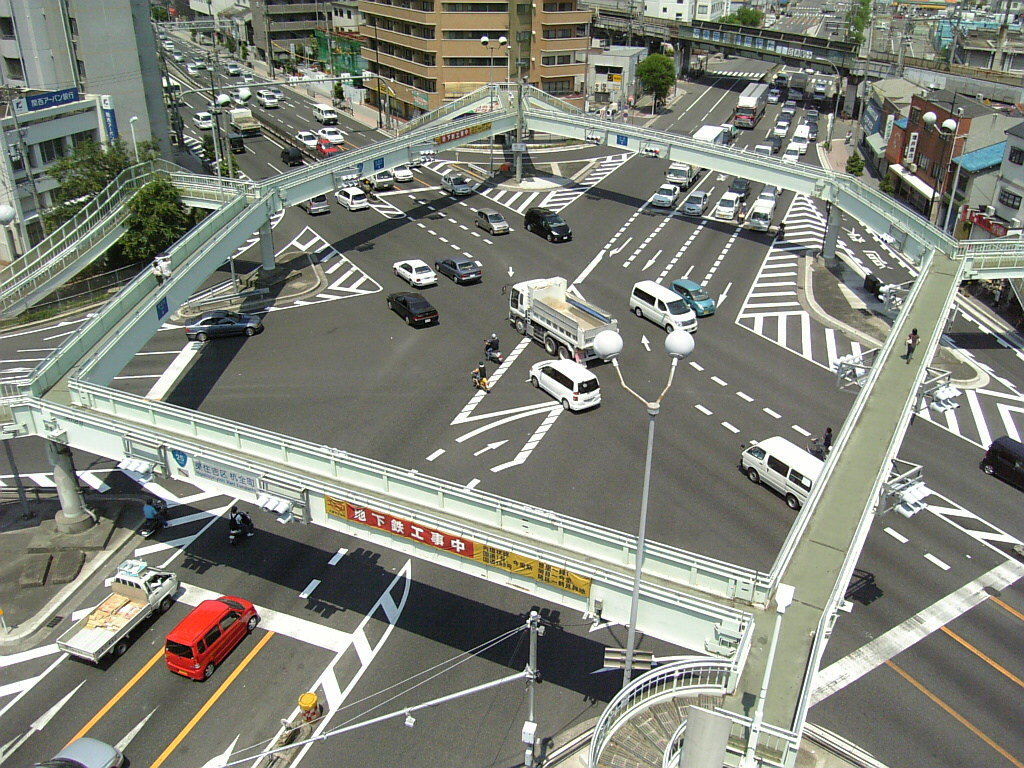
杭全交差点（2006年8月）
南東角のビル8階で撮影。左上-右下方向は国道25号、右上-左下方向は今里筋、左方向は大阪市道津守阿倍野線。

杭全交差点（くまたこうさてん）は、杭全六丁目にあり、幹線道路である国道25号と今里筋が交差するので渋滞の名所としても知られる。
約1.2キロメートル南東方向にある平野警察署西交差点では北方面への行き来ができないので、国道25号とその北側の地域との連絡に当交差点は重要な役割を担っている。
写真のように、横断歩道はないため、歩行者が道路を横断する場合は歩道橋（陸橋）を使う必要がある。また、当交差点から南方向の横断歩道は、約400メートル離れた杭全七丁目の交差点まで存在しない。
かつてはロータリー交差点だったが、1960年7月に交差点内に信号機が設置され、ロータリーが廃止となる。横断歩道は無く、1968年に歩道橋が設置された。しかし、歩道橋の老朽化、スロープがない等の問題から、歩道橋の取替について2006年より国と地元で協議中であったが、2013年5月より架替工事が開始された。

規模が大きく複雑な交差点のため、自転車も入るサイズのエレベーターが設置されている。画像中央には中の様子が見られるモニターが付いている。

結果すべての角に自転車も入れるサイズのエレベーターが設置された。詳細は画像で確認してほしい。

### 合流道路
- 国道25号（重複=国道165号）
- 今里筋（大阪市道森小路大和川線）
- 大阪市道津守阿倍野線

3路線で五叉路を形成している。左折可の道路標識は存在しないが、国道25号西行き以外の道路は信号機の表示に関係なく常時左折ができる構造となっている。

### ここからの距離
国道25号
- 奈良方面
  - 八尾市 太子堂まで 5.6km
  - 柏原市 安堂まで 11.2km
  - 天理市 市役所前まで 35.1km

- 御堂筋方面
  - 天王寺区 四天王寺前まで 3.0km
  - 浪速区 大国まで 4.5km
  - 北区 梅田新道まで 9.6km

今里筋
- 北行き
  - 東成区 今里交差点まで 3.6km
  - 城東区 蒲生4交差点まで 7.1km

- 南行き
  - 東住吉区 湯里6交差点まで 3.0km

大阪市道津守阿倍野線
- 西行き
  - 阿倍野区 阿倍野区役所前まで 1.9km
  - 西成区 花園交差点まで 4.0km

## その他

### 郵便番号
- 546-0002[3]（集配局：東住吉郵便局[21]）